# Oulobophora macedonica
Oulobophora macedonica là một loài bướm đêm trong họ Geometridae.